# Stoob
Stoob è un comune austriaco di 1 390 abitanti nel distretto di Oberpullendorf, in Burgenland; ha lo status di comune mercato (Marktgemeinde).